# Герод
Септимий Герод, Гайран или Иродиан (лат. Septimius Herodes; убит в 267) — «царь царей» Пальмирского царства в 263—267 годах как соправитель своего отца Одената.
Герод родился до 226 года, вероятно, в Пальмире. Он был сыном пальмирского правителя Одената и его первой, неизвестной по имени, жены. Герод, скорее всего, был соправителем своего отца. В 263 году он получил от своего отца после победы над персами почетный титул «царя царей».
В Гераклеи Понтийской (по «Новой истории» Зосимы — в Эмесе) Герод был, вероятно, убит вместе со своим отцом при невыясненных обстоятельствах в 267 году. Иоанн Зонара, который имел доступ к ныне утраченным источникам, называл убийцей двоюродного брата или племянника Одената Меония. В «Истории Августов» написано, что Меоний «сговорился с Зенобией, которая не могла выносить, что имя её пасынка Герода стояло в перечне государей впереди имен её сыновей». Но, возможно, убийство было организовано императором Галлиеном, который стал опасаться могущественного полководца и его сына. Кроме «Истории Августов» Герод нигде по имени не упоминается. Вот, что о нём сообщает этот источник:
«это был человек, превосходивший всех своей изнеженностью и совершенно утопавший в восточной и греческой роскоши: у него были палатки с рельефными украшениями, золоченые шатры и вся персидская пышность. Принимая во внимание его природные наклонности, Оденат, движимый отцовской снисходительностью, отдал ему всех захваченных царских наложниц, все богатства и драгоценные камни».